# San Diego Vista Hermosa
San Diego Vista Hermosa är en ort i Mexiko.   Den ligger i kommunen Malinaltepec och delstaten Guerrero, i den sydöstra delen av landet, 240 km söder om huvudstaden Mexico City. San Diego Vista Hermosa ligger 2 106 meter över havet och antalet invånare är 262.
Terrängen runt San Diego Vista Hermosa är huvudsakligen kuperad, men västerut är den bergig. Terrängen runt San Diego Vista Hermosa sluttar söderut. Runt San Diego Vista Hermosa är det ganska tätbefolkat, med 65 invånare per kvadratkilometer. Närmaste större samhälle är Malinaltepec, 5,0 km sydväst om San Diego Vista Hermosa. I omgivningarna runt San Diego Vista Hermosa växer huvudsakligen savannskog.